# Rupert Pivec
Rupert Pivec, slovenski admiral, * 17. september 1863, Zrkovci pri Mariboru, † 8. februar 1947, Ljubljana.

## Življenjepis
Končal je ljudsko šolo v Brezju in se vpisal v mariborsko gimnazijo. Zaradi slovenskega nazora je moral zapustiti šolo in dokončali šolanje na gimnaziji v Novem mestu. Nadaljeval je s šolanjem na semenišču v Mariboru, nakar se je premislil in se vpisal na pomorsko akademijo v Pulju.
Nato je služil v Pulju in Dunaju. 17. septembra 1895 je s korveto Saida odplul iz Pulja na triletno pot okoli sveta; vrnil se je 3. aprila 1897.
29. novembra 1913 je postal častni meščan Zrkovcev.
Leta 1918 je postal zadnji generalni komisar avstro-ogrske vojne mornarice s činom kontraadmirala. 
Ob razpadu Avstro-ogrske monarhije je prestopil k mornarici SHS, ki jo je zastopal na konferenci v Ženevi.
Kmalu potem je zapustil vojaško službo in postal podjetnik v Mariboru, nato pa v Ljubljani. Bil je direktor Tovarne ogledal in brušenega stekla Kristal, d. d., v Mariboru. Leta 1929 je bil imenovan na mariborskega občinskega svetnika.